# Fighting Vipers
Fighting Vipers (яп. ファイティングバイパーズ Файтингу Байпа:дзу, «Сражающиеся Гадюки») — видеоигра в жанре трёхмерного файтинга, разработанная японской командой Sega AM2 и изданная компанией Sega. Игра была выпущена в 1995 году на аркадных автоматах, а затем портирована на консоли Sega Saturn, PlayStation 2, PlayStation 3 и Xbox 360; последние две распространялись через сервисы PlayStation Network и Xbox Live Arcade соответственно.
В игре представлены 8 основных бойцов, носящих броню, которую можно разрушить для нанесения противнику большего урона. Сама система управления аналогична таковой в серии Virtua Fighter — игроку доступно три типа действия: атака руками, ногами и защита. Fighting Vipers примечательна тем, что это первый файтинг, в котором на аренах использовались стены, из-за чего у персонажей имеется ограниченное пространство для сражений. После выхода Fighting Vipers разработчики из других студий начали создавать проекты, в игровом процессе которых используются ограждения для арен. Некоторые персонажи игры имеют возможность использовать собственные вещи в качестве оружия, например гитару или скейтборд.
В целом игра была хорошо встречена критиками и игроками. Оригинал хвалили в первую очередь за графику и игровой процесс, но последующие переиздания подверглись критике из-за ухудшенного качества моделей и отсутствия дополнительного контента из японской версии игры для Sega Saturn в североамериканской и европейской версиях для той же консоли, а также в последующих переизданиях. В 1998 году было выпущено продолжение Fighting Vipers 2 для аркадных автоматов и консоли Dreamcast.

## Игровой процесс
Игровой процесс Fighting Vipers схож с другими играми серии Virtua Fighter, которые также были разработаны Sega AM2. По сюжету действие игры происходит в городе Армстоун. Мэр официально объявил о начале боевого турнира с финальной схваткой на вершине высокой городской башни. Восемь молодых бойцов в броне (Грейс, Бан, Раксель, Токио, Санмэн, Джейн, Хани (Кэнди в локализованных версиях) и Пики), называемых Гадюками, принимают участие в турнире, чтобы победить. Стоит отметить, что в переизданиях и портах присутствуют дополнительные персонажи — это Куматян, Пэпси Мэн, и финальный босс игры Малер. В версии для Sega Saturn Хани имеет дополнительные костюмы, представленные в виде отдельных персонажей, а Малер является упрощённой версией финального босса игры B.M. (англ. Big Mahler), который также является играбельным персонажем в некоторых портированных версиях.
У бойца есть три возможных типа действия: защита, атака руками и ногами. Также можно применить в битве комбо-приёмы. Благодаря присутствию стен персонаж может выполнять различные атаки и трюки с их использованием, например, отскакивать от них или швырнуть в них своего противника. Кроме того, если у оппонента осталось мало очков жизни, то специальным ударом игрок может выкинуть соперника за пределы ринга, разломав при этом стену. Большинство персонажей носят броню или защитную одежду, чтобы получить минимальный урон от атак. Степень повреждения брони показывается с помощью изображения человеческого тела в верхнем углу экрана. Если игрок выиграл подряд 8 боёв и более, то индикатор в виде человека изменит свою позу (например, облокотится об счётчик жизней персонажа), которая соответствует определённому количеству побед. Если противник проигрывает бой, то счётчик аннулируется и возвращается в изначальное положение (в стандартную позу). У каждого бойца есть специальные приёмы, которые могут разрушить броню соперника. При их использовании, персонаж вспыхивает лучами белого света.
В версию Fighting Vipers для Sega Saturn были добавлены новые режимы игры, например, воспроизведение записи матча и тренировка, каждый из которых в настоящее время широко используется в играх жанра файтинг, например, в сериях Tekken и Soul. Если в первой можно сохранить запись своих боёв и просмотреть их в режиме воспроизведения, то во второй игроку предоставлена возможность научиться лучше управлять персонажами игры, а также просмотреть их списки приёмов. Включён в Fighting Vipers и режим локального мультиплеера. Также присутствует и режим командной игры, в которой можно выбрать сразу несколько персонажей; при проигрыше один персонаж заменяется на другого, и так до тех пор не будут побеждены все герои игрока или противника. Кроме обычного меню настроек, в Fighting Vipers также присутствует секретное меню настроек, под названием «Опции Плюс» (англ. Options Plus). В этом специальном меню есть возможность выбрать арену, на которой будет проходить первый бой аркадного режима, сделать себя или либо другого игрока непобедимым (при атаках не будут отниматься очки жизни), а также выключить музыку и посмотреть галерею. Кроме того, присутствуют несколько открываемых опций. Галерея, в которой можно просмотреть пре-рендерные изображения с персонажами игры, была полностью удалена из американской версии игры.

## Разработка и выпуск
Идея о создании файтинга, где все персонажи носили бы броню, которую можно было бы разломать, и тем самым ослабить противника, пришла сотрудникам из Sega AM2 после выпуска Virtua Fighter. Так как в то время 3D-технологии лишь только начинали осваивать, и, соответственно, тогда ещё не было большого количества проектов в данном жанре с использованием трёхмерной графики, создатель и продюсер серии Virtua Fighter Ю Судзуки обратился к Хироси Катаоке с просьбой создать новый проект, отличающийся от Virtua Fighter. Разработка игры началась после выпуска Virtua Fighter 2, чей движок лёг в основу движка Fighting Vipers. Разработчики хотели создать динамичный файтинг, отказавшись следовать по пути Mortal Kombat, и использовать кровь и жестокость для большей динамичности. Вместо этого команда решилась использовать концепцию разрушающейся брони в надежде на то, что это захватит дух у игрока, который будет наблюдать за разлетающимися по всей арене кусками брони персонажа.
Первоначально проект носил название Armored Fighter (рус. Бронированный Боец). На момент разработки команда создала первые изображения и скетчи, показывающие главные идеи игры — разрушаемую броню и стены. Тогда ещё не было файтингов, в которых бы арены были окружены стенами, и именно поэтому это стало ещё одной целью команды разработчиков. Когда речь дошла до дизайна персонажей, то и тут дизайнеры решили оттолкнуться от Virtua Fighter: если там были представлены опытные бойцы, в совершенстве владеющие тем или иным боевым стилем, то в Fighting Vipers решили сосредоточиться на идее обычных уличных бойцов, которые в бою прибегали бы даже к использованию подручных объектов в качестве оружия, например скейтборда или гитары.
Fighting Vipers была продемонстрирована публике на выставке JAMMA, в 1995 году. Данная версия отличалась от финальной аркадной версии: в игре присутствовало только шесть персонажей — Токио и Хани отсутствовали, Джейн носила имя Доминик, имя Санмэна было записано как «3-Man», а имена персонажей отображались одним шрифтом. Аркадная версия игры также была продемонстрирована в Великобритании на выставке ATEI в марте 1996 года. Fighting Vipers была выпущена на аркадных автоматах в октябре 1995 года. В ней содержится реклама Pepsi на арене и скейтборде Пики.

### Музыка в игре
Музыка была написана композиторами Дэвидом Лейтзом и Кадзухиро Коюти. После выхода игры на аркадные автоматы было выпущено два саундтрека. Первый альбом, под названием Fighting Vipers Original Soundtrack (яп. ファイティングバイパーズ　オリジナル・サウンドトラック Файтингу Байпа:дзу Оридзинару Саундоторакку), был издан 23 марта 1996 года, и включал в себя 23 трека. Второй саундтрек, Fighting Vipers Sega Saturn Original Soundtrack (яп. セガサターン　ファイティングバイパーズ　オリジナル・サウンドトラック Сэга Сата:н Файтингу Байпа:дзу Оридзинару Саундоторакку), был выпущен 26 сентября 1996 года. Он отличается от первого альбома лишь отсутствием музыкальных тем персонажей. Изданием обоих альбомов занимался лейбл PolyGram.
| №                   | Название                  | Длительность |
| ------------------- | ------------------------- | ------------ |
| 1.                  | «Advertise»               | 4:04         |
| 2.                  | «Character Select»        | 0:45         |
| 3.                  | «Armstone Town Bay»       | 3:31         |
| 4.                  | «Big Factory»             | 4:33         |
| 5.                  | «UFO Diner»               | 2:56         |
| 6.                  | «Armstone Airport»        | 3:59         |
| 7.                  | «Armstone Town Night»     | 4:27         |
| 8.                  | «Bay Side»                | 2:45         |
| 9.                  | «City Tower»              | 3:27         |
| 10.                 | «Observation Deck»        | 3:50         |
| 11.                 | «Top of the City»         | 3:07         |
| 12.                 | «Continue/Game Over»      | 0:22         |
| 13.                 | «Name Entry»              | 0:45         |
| 14.                 | «Staff Roll»              | 1:25         |
| 15.                 | «Jane»                    | 0:26         |
| 16.                 | «Raxel»                   | 0:27         |
| 17.                 | «Picky»                   | 0:26         |
| 18.                 | «Grace»                   | 0:21         |
| 19.                 | «Sanman»                  | 0:24         |
| 20.                 | «Bahn»                    | 0:46         |
| 21.                 | «Honey»                   | 0:26         |
| 22.                 | «Tokio»                   | 0:24         |
| 23.                 | «The ABC’s of Name Entry» | 0:45         |
| Общая длительность: | Общая длительность:       | 44:21        |

| №                   | Название                      | Длительность |
| ------------------- | ----------------------------- | ------------ |
| 1.                  | «Fallen (An’ I Can’t Get Up)» | 3:56         |
| 2.                  | «Choose Your Weapon»          | 0:46         |
| 3.                  | «Sundance Kids»               | 4:40         |
| 4.                  | «The Trouble with Raxel»      | 4:19         |
| 5.                  | «Occam’s Razor»               | 5:09         |
| 6.                  | «Look to the Skies»           | 4:23         |
| 7.                  | «Thirty-30»                   | 4:26         |
| 8.                  | «Bay Side Blues»              | 4:25         |
| 9.                  | «The City by Night»           | 4:15         |
| 10.                 | «Look Out Below»              | 4:50         |
| 11.                 | «King of the Mountain»        | 4:38         |
| 12.                 | «Let it Ride/All Bets Off»    | 0:25         |
| 13.                 | «Hills Like the Snake»        | 1:26         |
| 14.                 | «To Tell the Truth»           | 1:30         |
| 15.                 | «Viper Venom»                 | 1:21         |
| Общая длительность: | Общая длительность:           | 50:29        |

## Версии и выпуски
После выхода игры на аркадные автоматы Sega приняла решение переиздать файтинг на Sega Saturn. В портировании принимало участие 15 человек, большинство из которых ранее работали над консольной версией Virtua Fighter 2. В команде также находилось несколько человек, участвовавших в создании оригинальной Fighting Vipers для автоматов. Весь процесс разработки версии для Sega Saturn занял у команды разработчиков около восьми месяцев. В первую очередь сотрудники начали работать над созданием стен, окружающих арены игры. По словам руководителя Хироси Катаоки, их разработка под Sega Saturn была самой сложной частью портирования, и именно поэтому было решено начать именно с них. Программисты также столкнулись с необходимостью использования большего числа полигонов, чем в Virtua Fighter 2, из-за наличия в игре разрушаемых стен и брони, из-за чего пришлось отказаться от поддержки режима высокого разрешения в пользу большего количества полигонов и возможности использовать шейдинг.
Версия Fighting Vipers для Sega Saturn была впервые продемонстрирована в 1996 году на выставке «Tokyo Toy Fair». Эта демоверсия, которую мог опробовать любой желающий, практически ничем не отличалась от финального продукта. В ней лишь отсутствовали Пики и Раксель, единственные персонажи в игре, использующие оружие, а также Малер. Кроме того, модели персонажей, используемые в демонстрируемой версии игры, не были окончательно утверждены. На выставке также было продемонстрировано новое решение команды разработчиков — использование шейдинга Гуро (в оригинале этот метод не применялся), благодаря которому модели персонажей выглядели более «гладко».
Fighting Vipers вышла на Sega Saturn в 1996 году. В эту версию были добавлены персонаж Пэпси Мэн, Куматян и Пандатян, а также два эксклюзивных костюма для Хани и возможность играть за неё без брони с самого начала матча. Издавая проект в США и Европе, локализаторы решили убрать рекламу Pepsi и японского талисмана напитка, а также дополнительные костюмы Хани; саму её переименовали в Кэнди, в американской версии была удалена галерея. Данные изменения вызвали возмущение со стороны фанатов игры и критиков.
В 2005 году Fighting Vipers была переиздана в Японии для консоли PlayStation 2. Данный порт ближе всего к аркадному оригиналу, однако в нём используется шейдинг Гуро, как и в версии для Sega Saturn. Стоит отметить, что хотя Пэпси Мэн не был включён в эту версию, реклама самого напитка на скейтборде и арене Пики была оставлена.
Первые слухи о разработке ремастерингов Fighting Vipers, Virtua Fighter 2 и Sonic the Fighters для PlayStation 3 и Xbox 360 появились в начале октября 2012 года, когда на официальном сайте USK были представлены возрастные рейтинги вышеперечисленных проектов для Xbox 360. Позже, в середине ноября того же года, Sega официально подтвердила разработку всех трёх игр для консолей PlayStation 3 и Xbox 360 под общим названием Model 2 Collection, а также анонсировала дату выхода игр в PlayStation Network и Xbox Live Arcade. Эта версия игры основана на оригинальной версии для аркадного автомата, и не содержит в себе дополнений из версии для Sega Saturn, однако имеет локальный и онлайн-мультиплеер, играбельного босса игры Малера, и поддержку системы трофеев.

## Восприятие
| Сводный рейтинг       | Сводный рейтинг             |
| Агрегатор             | Оценка                      |
| --------------------- | --------------------------- |
| GameRankings          | 78,24 % (SAT) 71,25 % (360) |
| Metacritic            | 69/100 (360)                |
| MobyRank              | 80/100 (SAT)                |
| Иноязычные издания    |                             |
| Издание               | Оценка                      |
| AllGame               | (авт.) · (SAT) · (SAT)      |
| CVG                   | 5/5 (авт.)                  |
| EGM                   | 6,62/10 (SAT)               |
| GamePro               | 4/5 (SAT)                   |
| GameRevolution        | B- (SAT)                    |
| GameSpot              | 8/10 (SAT)                  |
| OXM                   | 7/10 (X360)                 |
| Kikizo                | 6,5/10 (PS2)                |
| Shin Force            | 9,4/10 (SAT)                |
| The Video Game Critic | B- (SAT)                    |

### Оценки версии для аркадного автомата и Saturn
Критик с сайта Allgame оценил версию для аркадного автомата в 3,5 звезды из 5, положительно отозвавшись о графике и игровом процессе. Однако Fighting Vipers для Sega Saturn подверглась резкой критике из-за ухудшенной графики и небольшого количества полигонов в моделях персонажей. Японскую версию похвалили за счёт предоставленных в большом количестве бонусов и секретов. Колин Уильямсон в своём обзоре заявил, что если бы дизайнеры уделили больше внимания геймплею и стилю, игра стала бы хитом.
Журналист из GamePro назвал Fighting Vipers лучшим файтингом для консоли Sega Saturn, наряду с Virtua Fighter 2. Похожее заявление сделал и его коллега из GameSpot, положительно оценив геймплей и скорость игры, однако посчитав, что из-за сложной архитектуры консоли была ухудшена графика и уменьшено количество полигонов и цветов. Сдержанный отзыв оставил журналист из Game Revolution. Он похвалил разработчиков за инновации (например, большое количество приёмов и броню у персонажей), но раскритиковал зернистую графику. В рецензии игры от ресурса Shin Force обозреватель советовал, при наличии возможности, приобрести японскую версию игры, содержащую галерею и Пэпси Мэна; сама игра была названа  рецензентом «хорошей альтернативой Virtua Fighter».

### Оценки версий для PlayStation 2, Xbox 360 и PlayStation 3
Последующие переиздания получили смешанные отзывы. Средняя оценка портированной версии игры для PlayStation 2 от сайта GameStats составляет 7,1 баллов из 10 возможных. Джозеф Джексон из Kikizo хорошо оценил графическую составляющую порта, которая была намного ближе к оригинальной аркадной версии, чем переиздание для Sega Saturn. Несмотря на это, обозреватель раскритиковал проект за отсутствие дополнительного контента из версии для Saturn.
Версия для PlayStation 3 и Xbox 360 также получили средние оценки. Мэтью Вайс из Nag-Online похвалил ремастеринги Fighting Vipers и Virtua Fighter 2 за поддержку HD-разрешения и онлайн-мультиплеера, однако раскритиковал их за несбалансированный по его мнению искусственный интеллект противников. Риччи Кирни из Gamer Hub.TV был разочарован тем, что при настройке разрешения 4:3 на экране остаётся слишком много свободного пространства в виде синего фона, который начинает отвлекать от игры. В итоге критик вынес следующий вердикт: «К сожалению, я нахожу сложным порекомендовать это для чего-то более, чем просто ради чувства ностальгии».
Рецензент из Official Xbox Magazine заявил о хорошем качестве портирования игры, но некоторые 2D-объекты, по его мнению, выглядят «мутными». Из плюсов критик выделил быстрые бои и «лёгкое» прохождение. К недостаткам он причислил «обидный» дизайн и жёсткие движения персонажей, а также отсутствие Пэпси Мэна. Средние оценки порту игры поставили обозревателя из журналов Games Master UK и X-ONE Magazine UK. Они порекомендовали поиграть в Fighting Vipers людям, помешанным на файтингах, или охотящимся за трофеями.

### Влияние
В 1998 году на аркадные автоматы было выпущено продолжение игры Fighting Vipers 2. В него были включены новые персонажи: компьютерный хакер Эми, BMX-райдер Чарли, мексиканский борец Дел Сол и Кун, являющийся неким аналогом Дюраль, одной из главных персонажей серии игр Virtua Fighter. В 2001 году Fighting Vipers 2 была портирована на Dreamcast, однако была выпущена только на территории Японии и Европы.
С помощью чит-кодов имеется возможность играть за Хани в аркадной версии ещё одного файтинга от Sega AM2 — Sonic the Fighters, где она предстаёт в виде антропоморфной кошки, а в переиздании игры для PlayStation 3 и Xbox 360 она доступна уже в качестве полноценного игрового персонажа. Все персонажи Fighting Vipers появились в игре Fighters Megamix, также от Sega AM2, для Sega Saturn. Бан появился в кроссовере Project X Zone для Nintendo 3DS, объединяющем вселенные серий игр от Capcom, Sega и Bandai Namco.
Впоследствии и в других сериях трёхмерных файтингов также начинают использоваться ограждения для арен, в том числе и в играх серии Virtua Fighter. Начиная с четвёртой номерной части серии Soul появилась возможность разрушить броню противника во время боя.